# Forcepia grandisigmata
Forcepia grandisigmata är en svampdjursart som beskrevs av van Soest 1984. Forcepia grandisigmata ingår i släktet Forcepia och familjen Coelosphaeridae. Inga underarter finns listade i Catalogue of Life.